# فینال جام حذفی فوتبال انگلستان ۱۹۶۳
فینال جام حذفی فوتبال انگلستان ۱۹۶۳، رقابت پایانی جام حذفی فوتبال انگلستان در سال ۱۹۶۳ میلادی است که مابین دو تیم باشگاه فوتبال منچستر یونایتد و باشگاه فوتبال لستر سیتی در ورزشگاه ومبلی لندن برگزار شده‌است.
این مسابقه که در تاریخ ۲۵ مه ۱۹۶۳ انجام شده‌است با نتیجه ۳ بر ۱ به سود تیم باشگاه فوتبال منچستر یونایتد به پایان رسید.